# Séparatisme dans les îles Faichuk
Vous lisez un « bon article » labellisé en 2018.
Le séparatisme dans les îles Faichuk est un courant politique qui revendique l'autonomie ou l'indépendance des îles Faichuk, localisées dans l'État de Chuuk, dans les États fédérés de Micronésie, État fédéral également constitué des États de Kosrae, Pohnpei et Yap.
Bien qu'apparu en 1959, le séparatisme des îles Faichuk ne prend une importance politique qu'à partir de 1979 et joue un rôle majeur dans la politique nationale jusqu'en 1983. En 1979, à l'occasion d'un référendum, les habitants expriment leur volonté d'autonomie par la création d'un État séparé de celui de Chuuk. Elle est en 1980 appuyée par l'assemblée législative de Chuuk. L'année suivante, après plusieurs essais infructueux, une loi portant sur la création d'un État de Faichuk est votée par le Congrès des États fédérés de Micronésie, mais le président des États fédérés de Micronésie, Tosiwo Nakayama, oppose son veto au nom de l'unité du pays. En 1983, les séparatistes appellent avec succès les insulaires des îles Faichuk au boycott du vote pour le Traité de libre-association avec les États-Unis.
Par la suite, jusqu'en 2001, le courant politique revendiquant l'autonomie reste peu audible. À cette date, une constitution de Faichuk explicitant l'indépendance est votée par plébiscite et une déclaration unilatérale d'indépendance transmise au président des États fédérés de Micronésie Leo Falcam. Les dirigeants des îles Faichuk tentent d'établir des contacts durables avec les États-Unis dans une optique de recherche de l'indépendance. Rapidement, cependant, cet objectif est suspendu et plusieurs projets de loi pour la constitution d'un État autonome sont présentés sans succès au Congrès tout au long des années 2000.
En 2011 ont lieu deux tentatives politiques de passage en force. Une autoproclamée ambassadrice de Faichuk se présente devant l'ambassadeur chinois auprès des États fédérés de Micronésie et un dirigeant séparatiste influent se revendique président par intérim de la république de Faichuk. À partir de 2012, les revendications paraissent se transformer d'une indépendance de la région des îles Faichuk à une indépendance de l'État de Chuuk dans sa globalité.

## Des revendications anciennes

Situation du district des îles Faichuk au sein du lagon de Truk.

En 1944, les îles Carolines passent sous le contrôle des États-Unis, qui les administrent en tant que Territoire sous tutelle des îles du Pacifique, dans le cadre d'un mandat de l'ONU reçu en 1947. Un désir de souveraineté et d'autonomie est revendiqué avec une intensité variable depuis 1959 par les îles Faichuk, c'est-à-dire les îles et atolls de Paata, Polle, Tol, Wonei, Eot, Fanapanges, Ramanum et Udot (soit une zone couvrant 73 km2),. Il trouve une origine dans les rivalités traditionnelles entre clans et chefs au sein du lagon des îles Truk. Les raisons sont également économiques. Les insulaires reprochent aux dirigeants du district de Chuuk, futur État de Chuuk, d'accorder une trop grande attention à la capitale Weno et pas assez aux problèmes des îles périphériques, les îles Faichuk en particulier. Un district autonome bénéficierait d’un plus grand nombre de biens, de services, de traitements médicaux et de projets d’amélioration des installations.

## 1979-1981, une période clef
Les années 1979-1981 sont une période clef dans l'histoire des États fédérés de Micronésie, animée par de forts antagonismes territoriaux qui ont conditionné et conditionnent toujours sa survie,. Dans le cadre de la formation progressive des États fédérés de Micronésie pour aboutir à l'indépendance, l'octroi du statut d’État à Kosrae en 1977, sans autre raison que celle d'assurer la ratification de la constitution du futur pays lors d'un référendum le 12 juillet 1978, renforce l'idée de l'autonomie. Ce vote est largement boycotté dans les îles Faichuk, certains bureaux de vote n'ouvrant même pas. Au cours de l'année 1979, un référendum révèle que plus de 80 % des habitants souhaitent qu'un État séparé soit constitué,.
Par une résolution du 6 juin 1980, l'assemblée législative de Chuuk exhorte le Congrès des États fédérés de Micronésie à adopter une législation conférant le statut d'État aux îles Faichuk. Un projet de loi en ce sens est présenté lors de la première session ordinaire du Congrès mais il ne fait pas l'objet d'un débat. Une seconde tentative quelques mois plus tard avorte également.

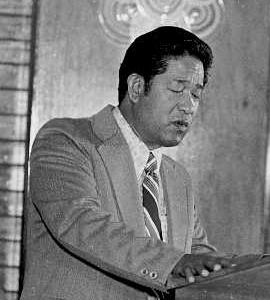
Tosiwo Nakayama.

À l'occasion d'une session extraordinaire du Congrès, en juillet 1981, à Weno, capitale de l'état de Chuuk, une délégation des îles Faichuk demande aux sénateurs la création d'un nouvel État au sein des États fédérés de Micronésie. Un projet de loi ayant cet objectif est voté à l'unanimité. Ce résultat est une surprise d'après les politologues Austin Ranney et Howard R. Penniman. Le président Tosiwo Nakayama, élu à l'origine sénateur de Chuuk, est confronté au dilemme entre s'aliéner une grande partie de sa propre circonscription en opposant son veto au projet de loi et engager la première étape d'un processus de fragmentation de la Fédération en une multitude de minuscules entités insulaires, des régions comme les Mortlock, au sud-est des îles Truk, et les Carolines centrales entre les îles Yap et les îles Truk, ayant indiqué qu'elles réclameraient le même statut si les Faichuk devenaient un État. 
Le but recherché par les dirigeants des îles Faichuk, qui représentent le quart de la population de l’État de Chuuk, est d'accéder à une part importante du budget national, essentiellement réparti en quatre parts égales attribuées à chacun des quatre états, qui permet de garantir le financement de grands projets tels que des hôpitaux, des aéroports, des centrales électriques, des systèmes d'approvisionnement en eau, des installations portuaires et des routes. Dans l'État de Chuuk, la majeure partie des fonds sont dirigés vers sa capitale, Weno. Dans les années 1980, d'après le sociologue John Connel, les États fédérés de Micronésie sont confrontés, à un degré plus important encore que les autres États insulaires du Pacifique, à des problématiques aiguës pour leur développement. La population, d'une forte densité sur des îles dispersées et très éloignées les unes des autres, qui n'a accès qu'à des ressources extrêmement limitées, est confrontée de par les distances aux coûts majeurs des importations et exportations. En outre, le faible nombre d'habitants limite les possibilités d'industries et le volume des marchés. Le pays, vulnérable aux aléas climatiques, est également dépendant de dépenses énergétiques coûteuses et la construction d'infrastructures y est chère. Le tout occasionne des déficits commerciaux massifs. Enfin, le système colonial américain a engendré une orientation des valeurs vers le système bureaucratique urbain, volumineux, improductif et inefficace, plutôt que vers le secteur privé. Pour toutes ces raisons et d'autres liées à l'environnement social et politique qui accorde une priorité élevée à la liberté de l'individu, le phénomène de migration vers les États-Unis, permise par le Traité de libre-association, est renforcé. 
La loi votée par le Congrès ne détermine pas si le financement du nouvel État équivaudrait à la moitié de celui actuellement reçu par l'État de Chuuk ou à un cinquième du budget total des États fédérés de Micronésie, ce qui réduirait considérablement le niveau de financement des autres États. La création d'un nouvel État chuukois assurerait définitivement, par les droits de vote des sénateurs, la domination chuukoise d'après les Pohnpéiens, d'où un déséquilibre menaçant la nature même des affectations de fonds, de l'autonomie locale et de l'identité culturelle,,,. Les Yapais se joignent aux Pohnpéiens dans un second temps. La population micronésienne est dans sa majorité très critique envers le choix du Congrès, perçu comme un délestage de sa responsabilité sur le président. Le 23 octobre 1981, Tosiwo Nakayama, après de larges consultations, refuse finalement de promulguer la loi,. Il argue qu'il est absolument nécessaire de créer l'unité de la nation en tant que condition préalable à l'instauration et au maintien d'un véritable régime intérieur. Il ajoute que le district ne dispose pas de l'infrastructure économique et politique nécessaire pour soutenir un État, que le coût pour une mise à niveau rapide serait trop important et que la Constitution est ambiguë quant à la procédure à suivre pour la création d'un État,. Aucun effort sérieux n'est tenté par le Congrès pour remettre en cause ce veto, bien qu'il en ait le droit. Le président annonce en novembre 1981 que Faichuk va devenir « une vitrine et un modèle de développement économique ». Malgré ce désaveu formulé envers sa base électorale qui aurait pu lui coûter son avenir politique, Tosiwo Nakayama est réélu sénateur par la population chuukoise puis président par ses pairs en mai 1983 pour un deuxième mandat,.
En 1983, à la question de l'adoption du Traité de libre association avec les États-Unis s'en substituent d'autres telles que les prérogatives des chefs et des magistrats traditionnels, le favoritisme local dans les emplois et les améliorations publiques, les ambitions des législateurs locaux pour des postes plus élevés et le ressentiment des habitants des îles Faichuk d'être régis par les décisions prises à Weno. Pour se faire entendre, les séparatistes choisissent, trois jours avant le référendum, le boycott plutôt que la participation et le vote contre le pacte. La consigne, très suivie puisque seuls 18,5 % des 6 218 électeurs se prononcent, est une preuve de l’influence des chefs traditionnels des Faichuks.
En 1986, les États fédérés de Micronésie deviennent indépendants. La même année, le sénateur Leo Falcam prédit que le sang des Chuukois coulera dans les rues de l'île de Pohnpei si les Îles Faichuk deviennent un État séparé.

## 2001, un renouveau des revendications

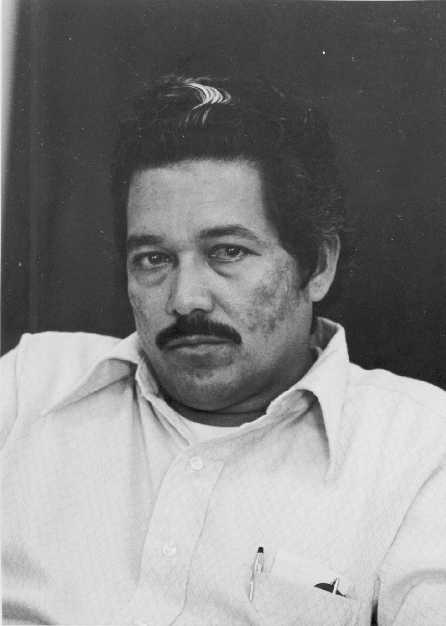
Leo Falcam.

Pendant de longues années, aucun mouvement politique d'ampleur ne porte les revendications du district de Faichuk, même si la question est régulièrement soulevée,. Mais, le 28 novembre 2000, une constitution de Faichuk explicitant l'indépendance est votée par plébiscite et approuvée par 91,1 % des 6 167 votants habilités, soit des habitants du district et des expatriés d'Hawaï, de Guam et des îles Mariannes du Nord,,. Quelques électeurs se plaignent de ne pas avoir eu assez de renseignements sur le contenu de la Constitution. De nombreux dirigeants, maires, orateurs et chefs traditionnels signent la Déclaration d'autodétermination de Faichuk, déclaration unilatérale d'indépendance transmise au président des États fédérés de Micronésie Leo Falcam. Les revendications trouvent leurs racines dans l'absence presque totale d'infrastructures locales, faute de financements, avec pour conséquence un sentiment de marginalisation,,. La Commission pour l'État de Faichuk assure que l'indépendance permettrait un afflux d'aide étrangère, par exemple du Japon et de l'Australie. Des cocotiers et d’autres cultures seraient replantés sur les îles et leurs habitants fabriqueraient du coprah, un produit très demandé, ainsi que d’autres cultures génératrices d’argent. En août, la commission présidée par l'ancien gouverneur de Chuuk Erhart Aten invite les forces armées américaines à s'établir dans la région. D'après cet organisme, la création d'un nouvel État au sein des États fédérés de Micronésie créerait plus d'opportunités dans le district de Faichuk, depuis les industries, l'agriculture et la pêche jusqu'aux services gérés par le nouveau gouvernement, en passant par le développement du secteur privé. La situation serait également favorable pour les Chuukois puisque les insulaires des îles Faichuk partis travailler dans le lagon de Chuuk reviendraient chez eux, ce qui offrirait des opportunités aux Chuukois sans emploi. Si l'autonomie n'était pas votée par le Congrès, l'indépendance serait recherchée. Après un premier échec au cours de l'année, la présentation de la loi sur le statut de ces îles n'ayant pas été acceptée par le Congrès, un second essai est réalisé en octobre,.
Au début de l'année 2001, le sénateur du district des îles Faichuk au Congrès des États fédérés de Micronésie, Tiwiter Aritos, convainc les membres de la Commission pour l’État de Faichuk de suspendre la mise en œuvre du projet d'indépendance le temps de présenter à nouveau un projet de loi. Dans le courant de l'année 2001, la Commission pour l'État de Faichuk fait parvenir à Alan Short, négociateur en chef américain, un programme social et économique, fondé sur les réclamations de la Déclaration, avec un budget d'infrastructures,. Évalué à 288 millions de dollars américains, il comprend une centrale électrique, une route côtière sur chaque île, des installations de traitement de l’eau et de traitement des eaux usées, un complexe administratif, des établissements d’enseignement, des services de santé, un aéroport, un port, des réseaux de télécommunications, la construction de logements et la constitution d'un fonds renouvelable pour financer des activités économiques. Le 1er octobre 2001, un gouvernement intérimaire est formé.
En décembre, l'Assemblée législative de l'État de Chuuk adopte une résolution apportant son soutien à l'obtention d'un statut d'autonomie aux insulaires, pour qu'ils puissent jouir des mêmes droits que tous les autres citoyens. Elle encourage Leo Falcam, le président des États fédérés de Micronésie, et le Congrès à soutenir la volonté du peuple des îles Faichuk en soumettant des projets de loi et en votant pour la création d'un État.

## 2011, une tentative politique de passage en force
En février 2005, un projet de loi est soumis au Congrès fédéral. Des tentatives sont faites en septembre 2007, puis en 2009,. En 2011, l'objectif du sénateur Tiwiter Aritos est toujours de promouvoir l'autonomie en tant qu’État et non l'indépendance. Toutefois, de nombreux dirigeants des Faichuk s'emploient à appliquer activement les revendications de la déclaration de 2000, les demandes pour l'ouverture de discussions n'ayant jamais reçu de réponse du gouvernement fédéral. En juillet, la présidente de l'entreprise de construction Red Dragon à Guam, bien que non citoyenne micronésienne, se présente devant Zhang Weidung, l'ambassadeur de la Chine auprès des États fédérés de Micronésie, comme ambassadrice des îles Faichuk. Ce titre lui est refusé par l'ambassadeur très en colère, provoquant la confusion des représentants fédéraux des États fédérés de Micronésie, dont le président Emanuel Mori, qui se sont voilés la face sur la situation,. En août, le dirigeant de la Commission pour l’État de Faichuk, Kachutosy Paulus, qui vit à Guam, se revendique, dans un courriel électronique adressé à la presse, « président par intérim de la république de Faichuk ». Dans le même temps, le sénateur pohnpéien Dohsis Halbert, président du Comité des directions et moyens du Congrès, s'étonne de la disparition des millions de dollars affectés par le gouvernement fédéral aux îles Faichuk.

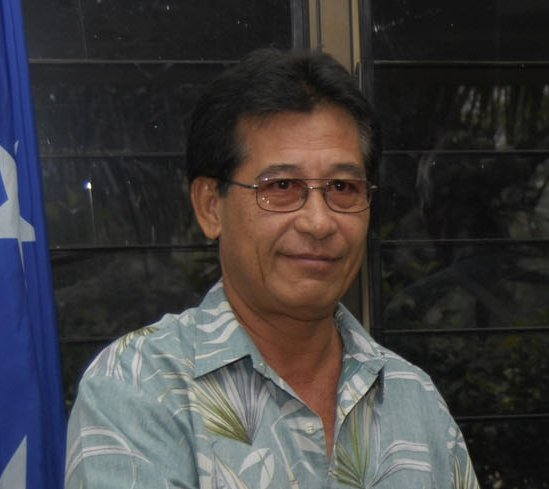
Emanuel Mori.

Dans un article paru en 2011, le journaliste pohnpéien Bill Jaynes s'interroge sur les motivations des séparatistes et se demande si elles ne sont pas le fait de quelques hommes déterminés qui agissent selon leurs désirs plutôt que de ceux des habitants. La situation incite à la prudence le président Emanuel Mori qui doute de la légalité de la commission et s'interroge sur le choix du lieu de vie de Kachutosy Paulus.

## Une éventuelle transformation des revendications
En 2014, selon le président micronésien Emanuel Mori, la Chuuk state political status commission (CPSC), créée en 2012, est composée d'anciens leaders du séparatisme dans les îles Faichuk qui font désormais campagne pour l'indépendance de l'État de Chuuk, un avis partagé par Vid Raatior, un des opposants à l'indépendance de Chuuk. Ces dirigeants chuukois utilisent d'après Emanuel Mori l'idée de la sécession pour servir leurs intérêts. Les membres de la commission lui rétorquent qu'il trompe son peuple et lui suggèrent de ne pas se mêler des affaires chuukoises. Un projet de référendum sur l'indépendance de Chuuk est plusieurs fois repoussé entre 2015 et 2020 puis abandonné.